# Iwar Sjögren
Iwar Gustaf Adolf Sjögren, född 24 november 1888 i Stockholm, död 29 juni 1972 i Danderyds församling, var en svensk försäkringsman.
Iwar Sjögren var son till handlaren Gustaf Adolf Sjögren. Efter mogenhetsexamen i Kalmar 1907 inskrevs han samma år vid Lunds universitet där han blev filosofie kandidat 1909, filosofie magister 1910 och filosofie licentiat i matematik 1913 och i statistik 1915. Han blev 1915 tjänsteman i Försäkringsaktiebolaget Skandia i Stockholm, 1922 vice direktör där och 1930 vice verkställande direktör i Försäkringsaktiebolaget Skandia, Freja och Norden. Från 1944 var han verkställande direktör i samma bolag. Sjögren var styrelseledamot i flera andra försäkringsbolag samt i Svenska personalpensionskassan, Upplands stadshypoteksförening, Vin- och spritcentralen AB och AB Custos. Bland hans övriga uppdrag märks ledamotskap av kommittén angående privatanställda 1931–1936 och av 1940 års besparingsberedning. Sjögren var ordförande i Nationalekonomiska Föreningen 1938–1940 och var från 1938 ledamot av Handelshögskolan i Stockholms styrelse, samt från 1944 fullmäktig i Stockholms handelskammare. 1946–1950 var han ordförande i Svenska försäkringsbolags riksförbund. Åren 1926–1939 var han kommunalfullmäktig i Stocksunds köping varav 1936–1937 som vice ordförande. Sjögren är begravd på Danderyds kyrkogård.